# Clastopteridae
Clastopteridae vormen een familie van insecten die behoren tot de onderorde cicaden (Auchenorrhyncha). Er zijn 80 beschreven soorten in 3 geslachten.

## Geslachten
De familie omvat de volgende geslachten:
- Clastoptera Germar, 1839
- Iba Schmidt, 1920
- Parahindoloides Lallemand, 1951